# Пятеро с неба
«Пятеро с неба» — советский чёрно-белый полнометражный художественный фильм о Великой Отечественной войне, поставленный на Киностудии «Ленфильм» в 1969 году режиссёром Владимиром Шределем.
Премьера фильма в СССР состоялась 21 июля 1969 года.

## Сюжет
Немецкие войска доставляют на один из участков Восточного фронта партию химического оружия. Чтобы раздобыть доказательства их намерений и тем самым не допустить его применения, советская разведгруппа из пяти человек забрасывается в тыл врага.
Времени у разведчиков всего сутки, радиосвязи у них нет (рация повреждена при приземлении), одна из двух явок провалена.

## В фильме снимались
- Глеб Селянин — капитан Минаев, командир разведгруппы
- Виктор Семеновский — рядовой Сергей Тарич
- Александр Чирков — рядовой Иван Наседкин, бывший циркач
- Роман Громадский — рядовой Роман Супрунов, «Ромашка», бывший боксёр
- Герман Юшко — сержант Янис Круминь, латыш
- Дитмар Рихтер — штурмбаннфюрер СС Хольц

## Съёмочная группа
- Автор сценария — Леонид Браславский
- Постановка — Владимира Шределя
- Главный оператор — Олег Куховаренко
- Художники — Андрей Вагин, Александр Компанеец

Съёмки фильма проходили в Новгороде и на территории Хутынского монастыря. Ряд небольших эпизодов снимали в Калининграде.